# 春日神社 (田尻町)
春日神社（かすがじんじゃ）は、大阪府泉南郡田尻町にある神社。旧社格は村社。

## 祭神
- 武甕槌命（たけみかづちのこみと）
- 齋主命（いわいぬしのみこと）
- 天児屋根命（あめのこやねのみこと）

## 歴史
万歳紀によると、宝亀年間（770年 - 781年）に吉見小佐治という人物が来住して、この地を開発し一村を作った際に小佐治の祖先にあたる春日大明神を勧請したことが創建の由来とされている。
明治3年（1870年）に神社境内に吉見藩の陣屋が置かれた。遠藤氏は近江国三上藩から移ってきたが、翌年の廃藩置県により吉見藩は廃藩。遠藤氏とその家臣の多くは近江へ戻っていき、建物も破却された。よって、現在の春日神社に遺構は残っていない。

## 境内
境内には日露戦争出征者碑や神馬がある。なお、この神馬は太平洋戦争中に持ち去られてしまい、戦後に作り直されたが台座と本体が分かれている。道を挟んで向かい側に児童公園があり、この神社とともにこの地域のこども達の遊び場となっている。
- 泉州球葱栽培之祖碑

田尻はタマネギ栽培が盛んであり、古くは明治初期に田尻村に住む今井佐治平、大門久三郎、道浦吉平の3名が神戸の外国人居留地に住むアメリカ人から手に入れたものから栽培したことから始まったとされている。神社の裏手にあるこの顕彰碑は大正2年に玉ねぎの栽培技術を伝えた3名を顕彰するために造られたものであり、「玉ねぎ顕彰碑」もしくは「玉ねぎの碑」と呼ばれている。今でも町内では米の裏作として『泉州玉ねぎ』という品種を栽培されており、「玉ねぎ顕彰碑」は府道250号線から見ることができる。

## 交通
- 南海本線吉見ノ里駅から徒歩3分